# Picosulfat de sodi
El picosulfat de sodi és un laxant estimulant que s'utilitza com a tractament per al restrenyiment o per preparar el budell gruixut abans d'una colonoscòpia o cirurgia. Està disponible com a medicament genèric.

## Efectes
El picosulfat de sodi utilitzat en combinació amb òxid de magnesi i àcid cítric anhidre, i està indicat per a la neteja del còlon com a preparació per a la colonoscòpia. El picosulfat de sodi administrat per via oral s'utilitza generalment per a l'evacuació completa del budell, normalment per a pacients que es preparen per sotmetre's a una colonoscòpia. Triga entre 12 i 24 hores a fer efecte, ja que actua al còlon.
Les rampes abdominals i la diarrea són efectes habituals del picosulfat. L'ús de picosulfat de sodi també s'ha associat amb certes alteracions electrolítiques, com ara la hiponatrèmia i la hipopotassèmia. Els pacients sovint han de beure grans quantitats de líquid per a compensar la deshidratació i restablir l'equilibri electrolític normal.
El picosulfat de sodi és un profàrmac. No té cap efecte fisiològic directe significatiu sobre l'intestí, tanmateix, és metabolitzat per la microbiota intestinal en el compost actiu 4,4'-dihidroxidifenil-(2-piridil)metà (DPM, BHPM). Aquest compost és un laxant estimulant i augmenta el peristaltisme intestinal.
Es ven sota les marques Sodipic Picofast, Laxoberal, Laxoberon, Purg-Odan, Picolax, Guttalax, Namilax, Pico-Salax, PicoPrep, i Prepopik, entre d'altres. Clenpiq és una combinació de picosulfat de sodi, òxid de magnesi i àcid cítric.